# 제44회 대종상
제44회 대종상은 2007년 6월 1일에 열린 시상식이다.

## 수상 및 후보

### 최우수작품상
- 가족의 탄생 - 김태용 수상
- 미녀는 괴로워 - 김용화
- 괴물 - 송강호
- 라디오 스타 - 이준익
- 비열한거리 - 유하

### 감독상
- 괴물 - 봉준호 수상
- 미녀는 괴로워 - 김용화
- 타짜 - 최동훈
- 가족의 탄생 - 김태용
- 짝패 - 류승완

### 시나리오상
- 가족의 탄생 - 성기영 외 1명 수상
- 호로비츠를 위하여 - 김민숙
- 이장과 군수 - 장규성
- 천하장사 마돈나 - 이해영
- 비열한 거리 - 유하

### 남우주연상
- 라디오 스타 - 안성기 수상
- 괴물 - 송강호
- 그놈 목소리 - 설경구
- 비열한거리 - 조인성
- 이대근, 이댁은 - 이대근

### 여우주연상
- 미녀는 괴로워 - 김아중 수상
- 타짜 - 김혜수
- 호로비츠를 위하여 - 엄정화
- 올드 미스 다이어리 - 극장판 - 예지원
- 사랑따윈 필요없어 - 문근영

### 남우조연상
- 타짜 - 김윤석 수상
- 괴물 - 변희봉
- 짝패 - 이범수
- 각설탕 - 유오성
- 비열한거리 - 천호진

### 여우조연상
- 국경의 남쪽 - 심혜진 수상
- 괴물 - 고아성
- 가족의 탄생 - 김혜옥
- 우아한 세계 - 박지영
- 올드 미스 다이어리 - 극장판 - 김영옥

### 신인남자배우상
- 천하장사 마돈나 - 류덕환 수상
- 싸이보그지만 괜찮아 - 비
- 뚝방전설 - MC 몽
- 아내의 애인을 만나다 - 박광정
- Mr. 로빈 꼬시기 - 다니엘 헤니

### 신인여자배우상
- 국경의 남쪽 - 조이진 수상
- 최강 로맨스 - 현영
- 해변의여인 - 고현정
- 아이스케키 - 신애라
- 중천 - 김태희

### 신인감독상
- 호로비츠를 위하여 - 권형진 수상
- 극락도 살인사건 - 김한민
- 아내의 애인을 만나다 - 김태식
- Mr. 로빈 꼬시기 - 김상우
- 올드 미스 다이어리 - 극장판 - 김석윤

### 촬영상
- 미녀는 괴로워 - 박현철 수상
- 괴물 - 김형구
- 타짜 - 최영환
- 짝패 - 김영철
- 중천 - 김영호

### 편집상
- 괴물 - 김선민 수상
- 미녀는 괴로워 - 박곡지
- 타짜 - 신민경
- 호로비츠를 위하여 - 최민영 외 1명
- 짝패 - 남나영

### 조명상
- 극락도 살인사건 - 이주생 수상
- 미녀는 괴로워 - 이석환
- 타짜 - 김성관
- 가을로 - 최석재
- 괴물 - 이강산 외 1명

### 음악상
- 미녀는 괴로워 - 이재학 수상
- 호로비츠를 위하여 - 이병우
- 라디오 스타 - 방준석
- 천년학 - 양방언
- 각설탕 - 이동준

### 의상상
- 타짜 - 조상경 수상
- 미녀는 괴로워 - 조상경
- 중천 - 와다 에미
- 사랑따윈 필요없어 - 채경화
- 국경의 남쪽 - 최선임

### 미술상
- 중천 - 김기철 수상
- 미녀는 괴로워 - 장근영
- 사랑따윈 필요없어 - 장재진
- Mr. 로빈 꼬시기 - 송혜진
- 국경의 남쪽 - 양홍삼

### 기획상
- 각설탕 - 이정학 수상
- 미녀는 괴로워 - 정태성
- 천하장사 마돈나 - 김무령
- 괴물 - 최용배
- 호로비츠를 위하여 - 민진기

### 영상기술상
- 중천 - DTI 외 3명 수상
- 미녀는 괴로워 - 정성진 외 2명
- 괴물 - 오퍼니지 외 4명
- 구미호 가족 - 야키야마 다카히코 외 2명
- 싸이보그지만 괜찮아 - 이전형 외 2명

### 음향기술상
- 각설탕 - 정광호 외 1명 수상
- 미녀는 괴로워 - 전상준 외 1명
- 호로비츠를 위하여 - 류현 외 1명
- 괴물 - 이승철 외 1명
- 중천 - 김경태 외 1명

### 해외인기상
- 싸이보그지만 괜찮아 - 비 수상
- 중천 - 김태희 수상

### 인기상
- 짝패 - 이범수 수상
- 미녀는 괴로워 - 김아중 수상

### 공로상
- 신영균 수상

### 특별상
- 전도연 수상